# هری جانسون (بازیکن فوتبال، زاده ۱۹۱۰)
هری جانسون (انگلیسی: Harry Johnson; ۴ دسامبر ۱۹۱۰ – ۱۹۸۱ (۷۰−۷۱ سال)) بازیکن فوتبال اهل بریتانیا بود.
از باشگاه‌هایی که در آن بازی کرده‌است می‌توان به باشگاه فوتبال اولدهام اتلتیک اشاره کرد.